# دراع الوحيد (المفلحي)

تعديل مصدري - تعديل

دراع الوحيد هي إحدى قرى عزلة المفلحي بمديرية المفلحي التابعة لمحافظة لحج، بلغ تعداد سكانها 35 نسمة حسب تعداد اليمن لعام 2004.